# Lift Me Up (canção de Rihanna)
"Lift Me Up" é uma canção gravada pela cantora barbadense Rihanna, lançada em 28 de outubro de 2022 como o primeiro single da trilha sonora do filme Black Panther: Wakanda Forever (2022).
Uma balada de R&B, "Lift Me Up" foi escrita e produzida por Ludwig Göransson, com escrita adicional de Rihanna, Ryan Coogler, e do cantor nigeriano Tems, e marca a primeira produção musical solo de Rihanna desde seu álbum de estúdio de 2016 Anti.
A canção polarizou os críticos de música; alguns elogiaram a voz de Rihanna, enquanto outros rotularam a letra e a produção como genéricas. Comercialmente, "Lift Me Up" alcançou a posição de número um na Suíça, número dois na Billboard Hot 100, nos EUA, o top 5 primeiros na Austrália e no Reino Unido, e o top 10 em vários outros países. A cinematógrafa americana Autumn Dural Arkapaw dirigiu o videoclipe da canção, que mostra Rihanna em uma praia vazia, intercalada com cenas curtas do filme.

## Antecedentes
Em 2017, Rihanna fez um prolongado hiato musical após o lançamento de seu oitavo álbum de estúdio Anti (2016), e várias colaborações, incluindo "Wild Thoughts", com DJ Khaled, "Lemon", com N.E.R.D., "Loyalty", com Kendrick Lamar, e sua última colaboração, "Believe It", com PartyNextDoor. Após o nascimento do primeiro filho da cantora em 13 de maio de 2022, Rihanna disse que estava trabalhando em um novo material.
Em 18 de outubro de 2022, foi confirmado que a cantora gravara duas canções para a trilha sonora do filme da Marvel Studios Black Panther: Wakanda Forever (2022), a sequência de Black Panther (2018). Além de "Lift Me Up", Rihanna gravou a faixa "Born Again". Em 26 de outubro de 2022, Rihanna anunciou seu primeiro single solo desde "Love on the Brain" (2016), "Lift Me Up", que apareceria em Black Panther: Wakanda Forever – Music From and Inspired By, o álbum da trilha sonora do filme homônimo de 2022.

## Composição
De acordo com a revista Clash, "Lift Me Up" é uma "emotiva"  balada de R&B que "fala com o coração". Produzida pelo compositor sueco Ludwig Göransson, que compôs a trilha sonora do filme, a canção é uma homenagem ao falecido ator Chadwick Boseman, que interpretara T'Challa, o protagonista de Black Panther (2018); Boseman faleceu em 28 de agosto de 2020. A canção foi escrita por Rihanna, Göransson, Ryan Coogler, e Tems. Este último falou sobre o significado e o processo criativo da canção:
| “      | Depois de falar com Ryan e ouvir sua direção para o filme e a canção, eu quis escrever algo que retratasse um abraço caloroso de todas as pessoas que perdi na minha vida. Tentei imaginar como seria se eu pudesse cantar para eles agora e expressar o quanto sinto falta deles. Rihanna é uma inspiração para mim, então ouvi-la transmitir essa canção é uma grande honra. | ” |
| — Tems | |   |

A canção é executada no tom de lá maior com um ritmo de 89 batidas por minuto em compasso simples. Segue uma progressão de acordes de A–Bm–E, com os vocais de Rihanna variando de G♯3 a E5.

## Créditos
Créditos adaptados da plataforma Tidal.
- Robyn Fenty – vocais, letrista, compositora
- Temilade Openiyi – letrista, compositora, vocais de apoio
- Ryan Coogler – letrista, compositor
- Ludwig Göransson – produtor, letrista, compositor, piano
- Mono Blanco – vocais adicionais
- Kuk Harrell – produtor vocal
- Chris Gehringer – engenheiro de masterização
- Manny Marroquin – mixagem
- Marco Carriòn – engenheiro de gravação
- Marcos Tovar – engenheiro de gravação
- Osarumen "LMBSKN" – engenheiro de gravação
- Osamuyi – engenheiro de gravação
- Oamen "SirBastien" – engenheiro de gravação
- Irabor – engenheiro de gravação
- Frank Rodriguez – engenheiro de gravação
- Trey Pearce – engenheiro assistente de gravação
- Robert N. Johnson – engenheiro assistente de gravação
- Patrick Gardinor – engenheiro assistente de gravação
- Hayden Duncan – engenheiro assistente de gravação
- Lou Carrao – engenheiro assistente de gravação